# Belvedere (Architektur)

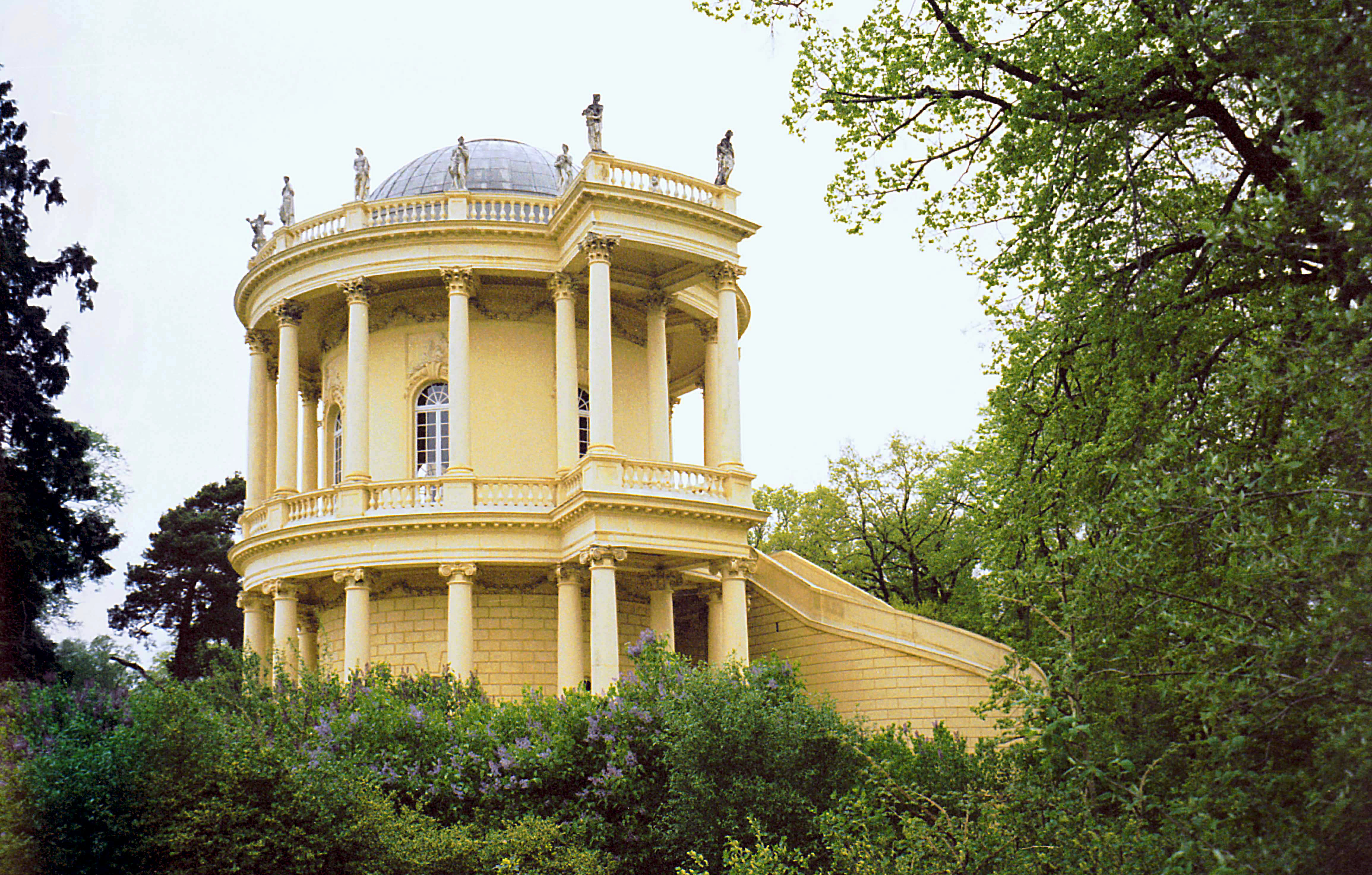
Belvedere auf dem Klausberg in Potsdam-Sanssouci, 1770–1772

Ein Belvedere ([bɛlveˈdeːre], in Österreich [bɛlveˈdeːɐ̯]) ist ein Bauwerk mit schöner Aussicht, also eine Aussichtsterrasse auf dem Dach oder im Dachgeschoß von Wohnhäusern, Villen, Palästen und Schlössern. Ferner wird der Begriff für einen architektonisch gestalteten Aussichtspunkt in Parkanlagen verwendet. Auch schön gelegene Lustschlösser der Renaissance und des Barock werden Belvedere genannt.

## Begriff
Das Wort Belvedere zeigt den italienischen Ursprung und heißt wörtlich „Schönblick“ im Sinne von „schöne Aussicht“; die französische Form ist Belvédère. Gleichbedeutend ist oft der für Gebäude und Orte aus dem Französischen entlehnte Begriff Bellevue.

## Geschichte und Merkmale
Der Bautyp des Belvedere stammt ursprünglich aus der italienischen Renaissance. Es wurde im oberen Bereich eines Gebäudes errichtet, um einen ‚schönen‘, d. h. weiten Ausblick zu ermöglichen. Die Architektur kann von verschiedener Form sein, ein Turm, eine offene Galerie oder Loggia.
Ein besonders frühes Beispiel ist das Belvedere an der Villa Medici von Careggi aus den 1430er Jahren, wo das Obergeschoss eines der Seitenflügel in eine ionische Säulenhalle mit flacher Decke aufgelöst ist. Diese Art offener Dachhallen wurde dann allgemeiner seit der Mitte des 15. Jahrhunderts vom toskanischen Landhaus auf das Stadthaus übertragen und dem festlich-geselligen Bedürfnis der Städter entsprechend ausgestattet.
In der Barockzeit wurde der Begriff Belvedere übertragen auf kleine selbständige, architektonisch gestaltete Aussichtspunkte in Gärten, Parks und öffentlichen Anlagen. Deren bauliche Gestalt kann sehr verschieden sein – von der schlichten Aussichtsterrasse mit einer Brüstung über einen Turm mit freiem Laubengeschoß bis zum offenen Tempelchen. Schließlich wurde der Name Belvedere auch übertragen auf Landhäuser und Lustschlösser mit guter Aussicht.
In klassizistischen und romantischen Villenbauten des 19. Jahrhunderts bezeichnet man dem Ausblick dienende Türme als Belvederetürmchen.

### Das vatikanische Belvedere

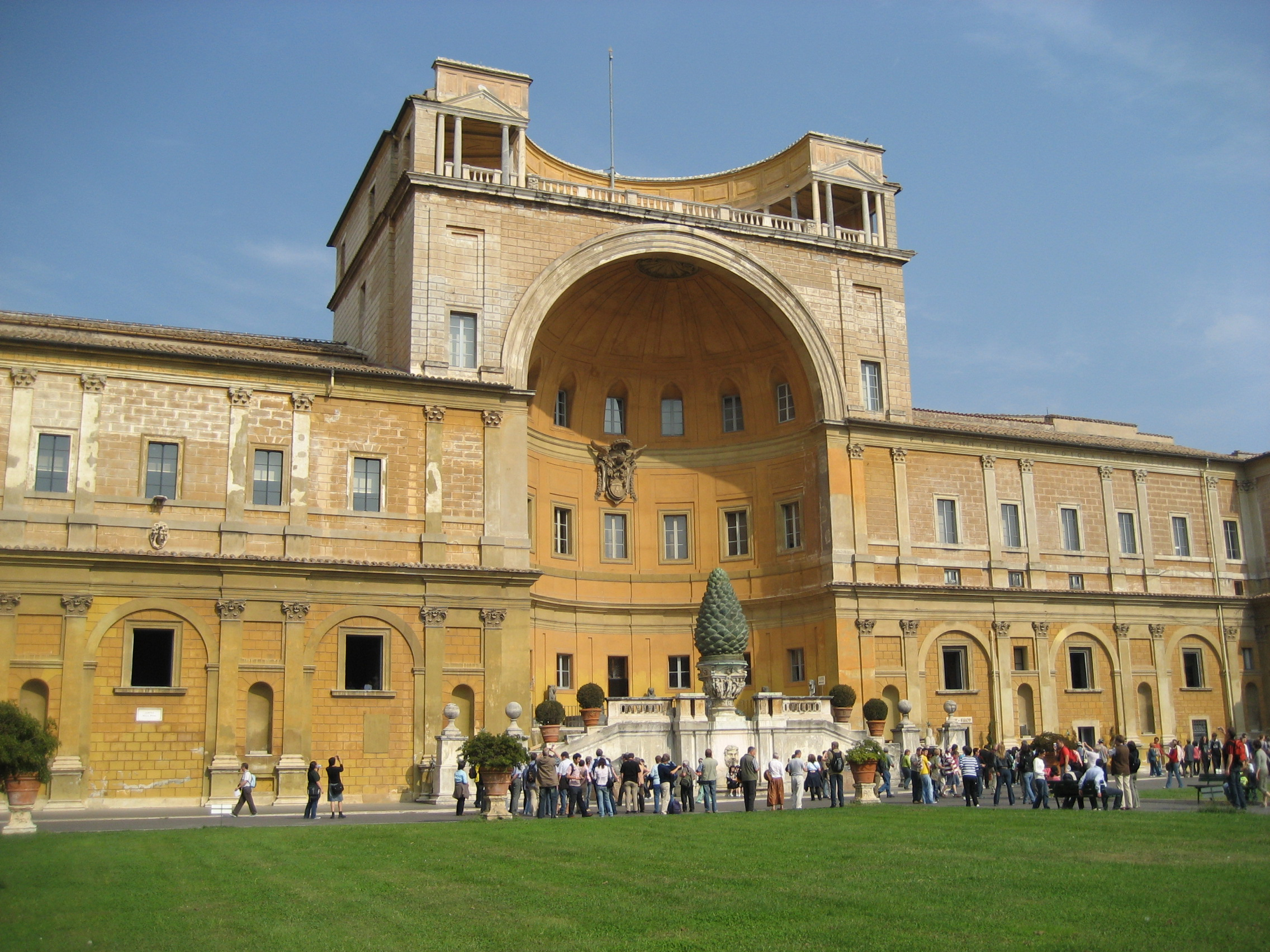
Das Belvedere des Vatikan

Auf dem Hügel oberhalb des Vatikanpalastes errichtete Antonio Pollaiuolo für Papst Innozenz VIII. ein kleines Haus, das als Palazetto oder Casino del Belvedere bezeichnet wurde. Einige Jahre später verband der Architekt Donato Bramante im Auftrag Papst Julius’ II. den Vatikanpalast mit dem Belvedere, indem er den langgezogenen Cortile del Belvedere (Hof des Belvedere) schuf. Außerdem schuf Bramante auf der Nordseite des Belvedere ein Gebäude mit einem achteckigen Innenhof, der manchmal ebenfalls als Cortile del Belvedere bezeichnet wurde, aber in der Regel als Cortile delle Statue. Dort stand der Apollo von Belvedere, eine der berühmtesten antiken Statuen in der päpstlichen Kunstsammlung.
Der vatikanische Belvedere-Bau war Anregung für viele Belvedere-Bauten des 16. Jahrhunderts.

## Galerie

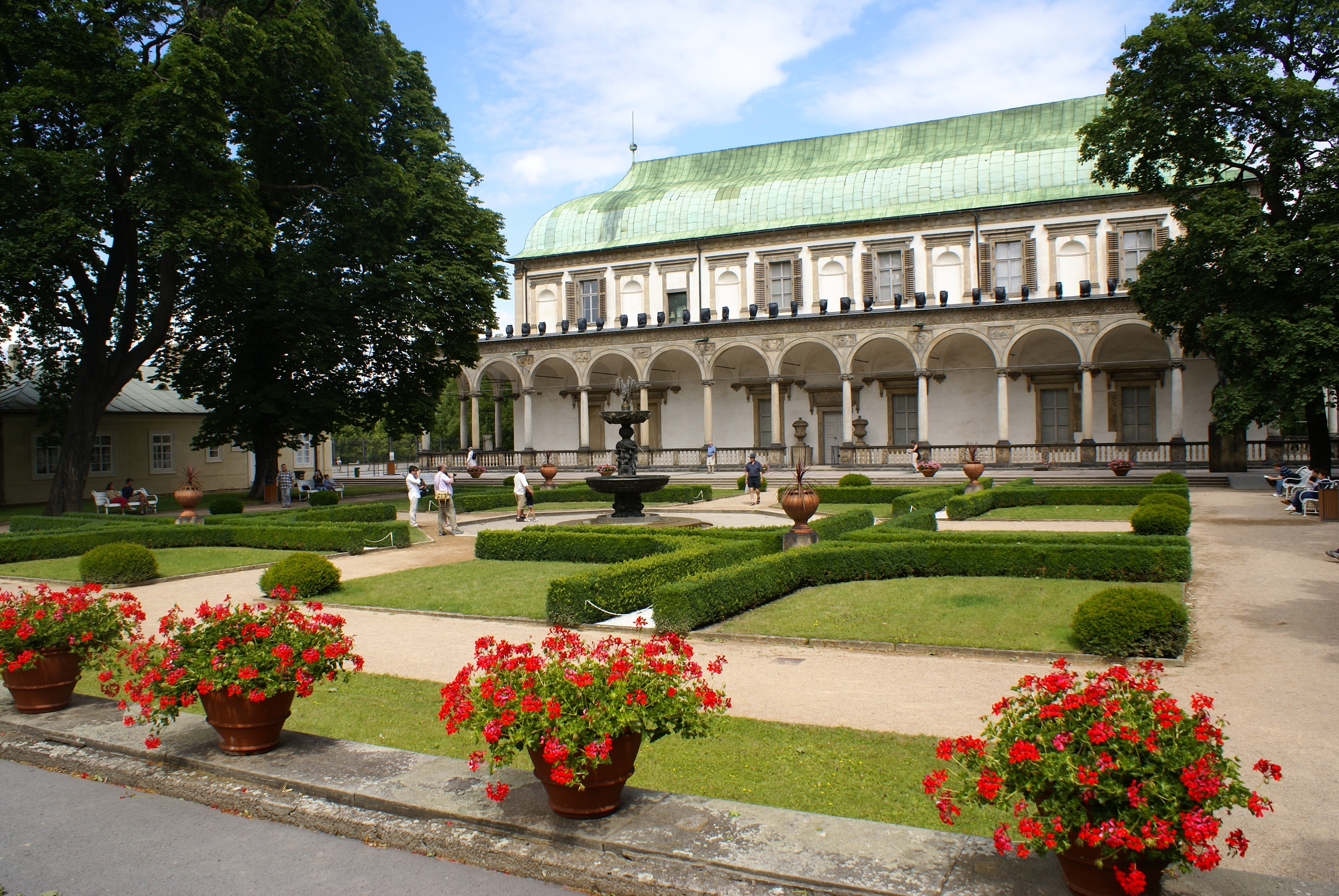
Belvedere der Königin Anna im Garten der Prager Burg (1538–1560)
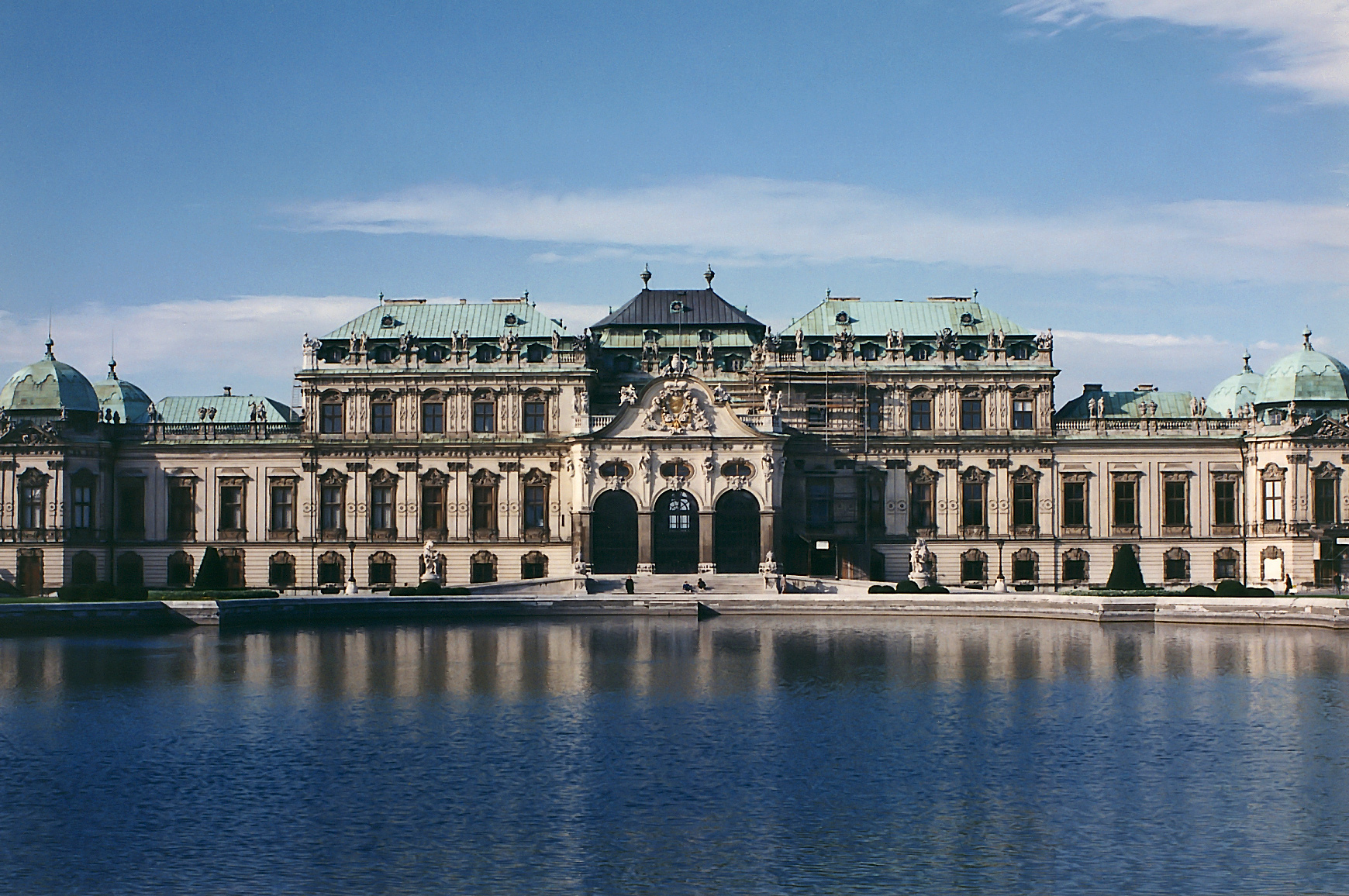
Schloss Belvedere in Wien
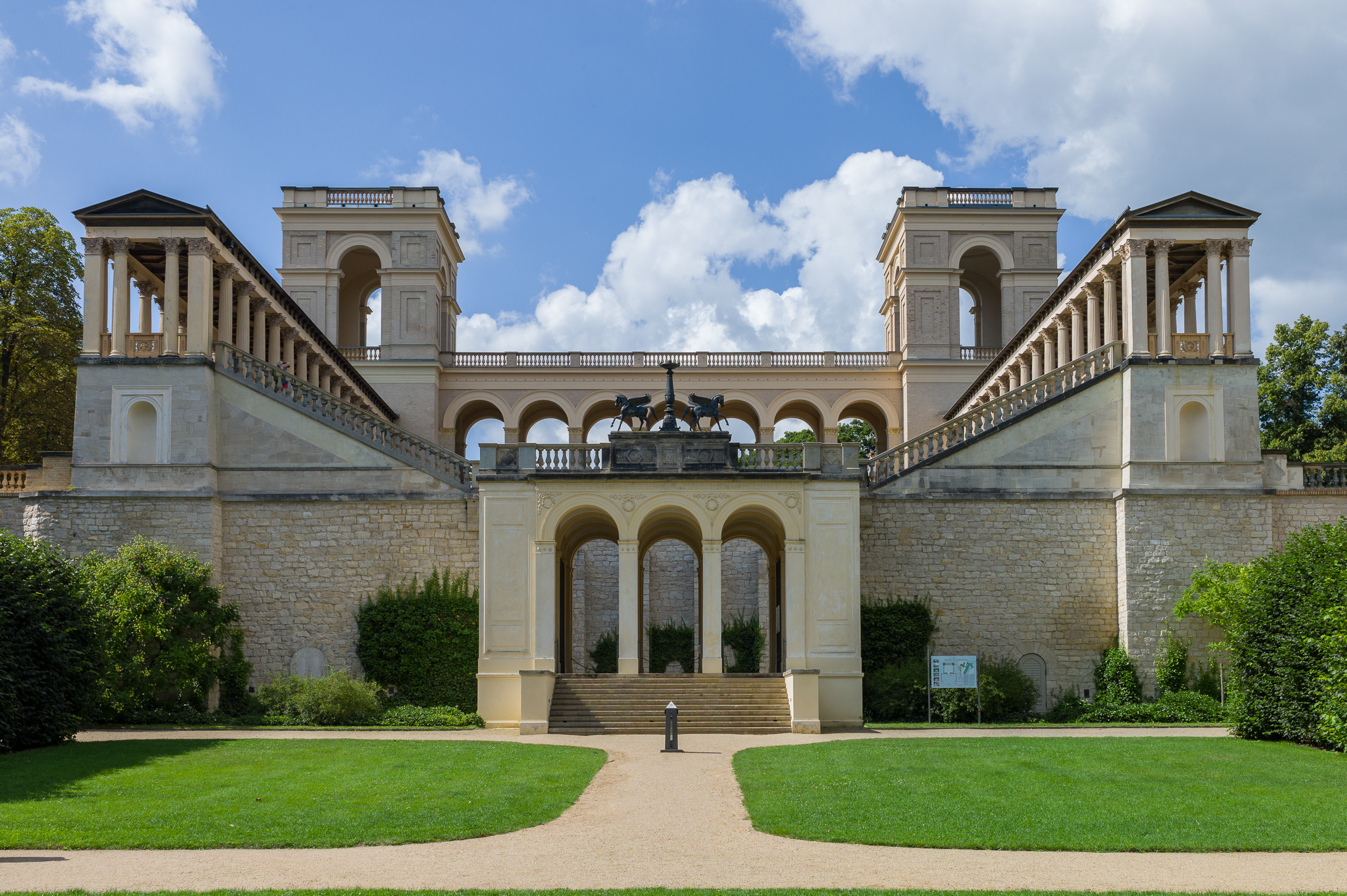
Das Belvedere auf dem Pfingstberg in Potsdam
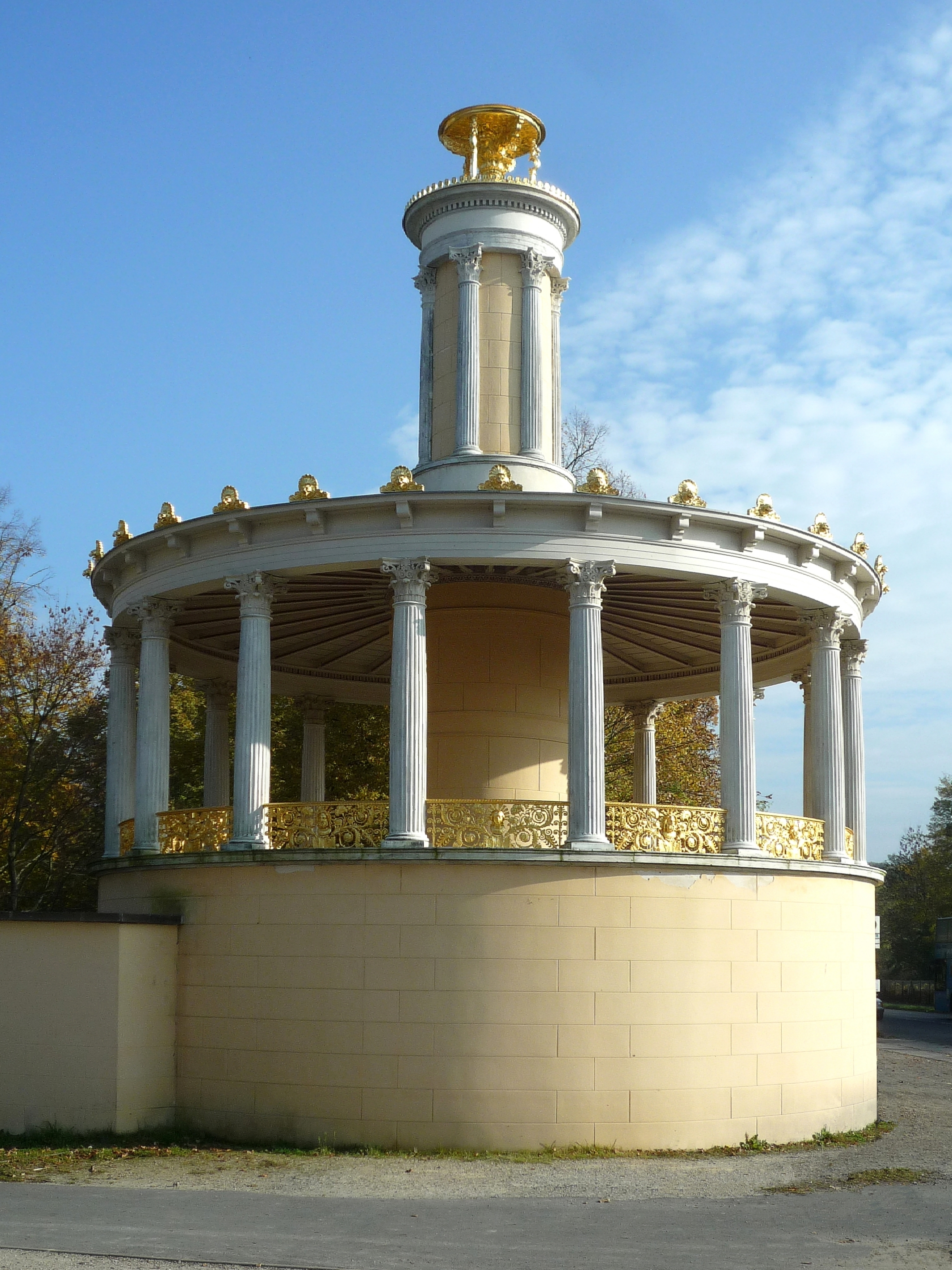
Aussichtspavillon Große Neugierde in Berlin
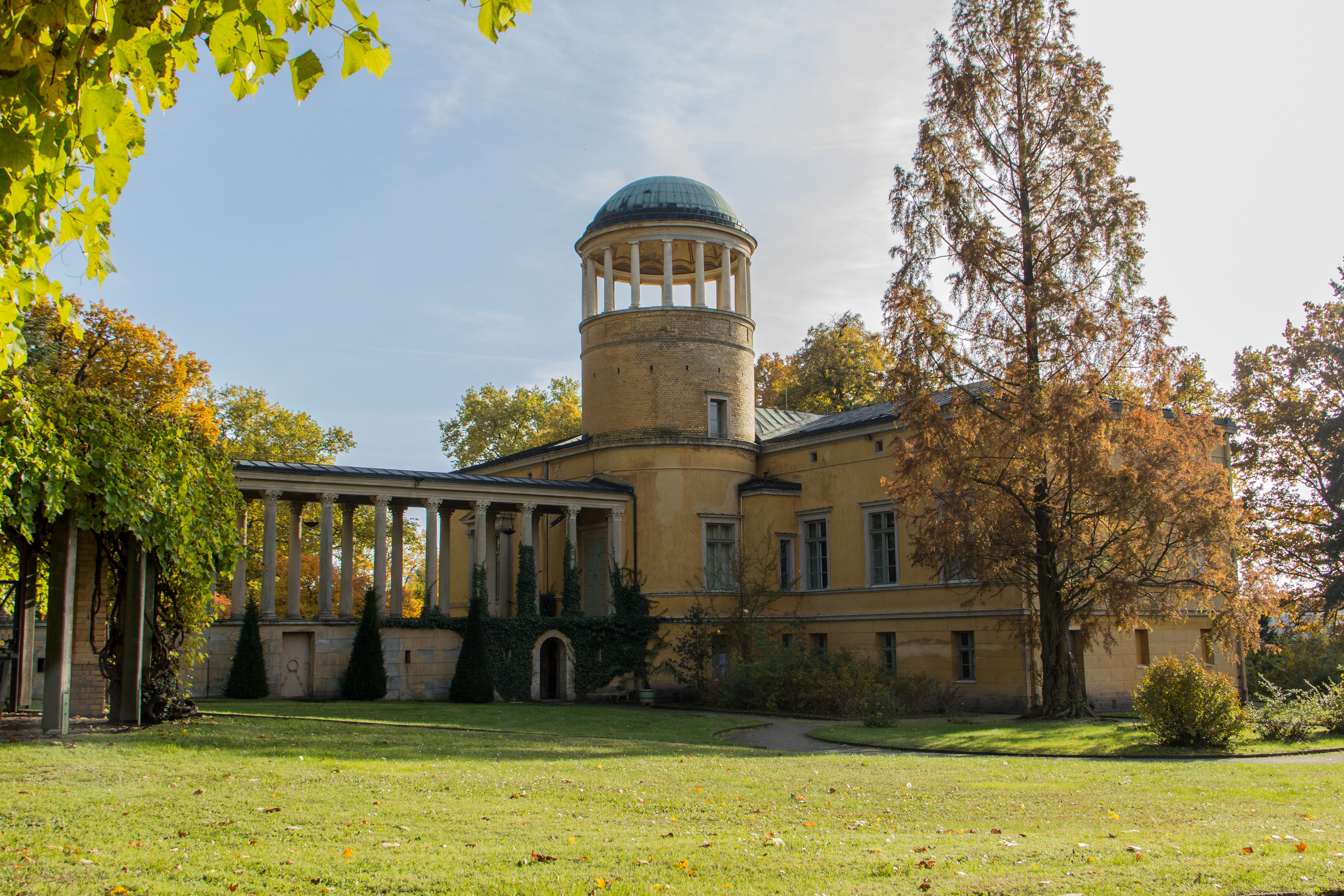
Schloss Lindstedt mit Belvedere-Turm, 1858–1861
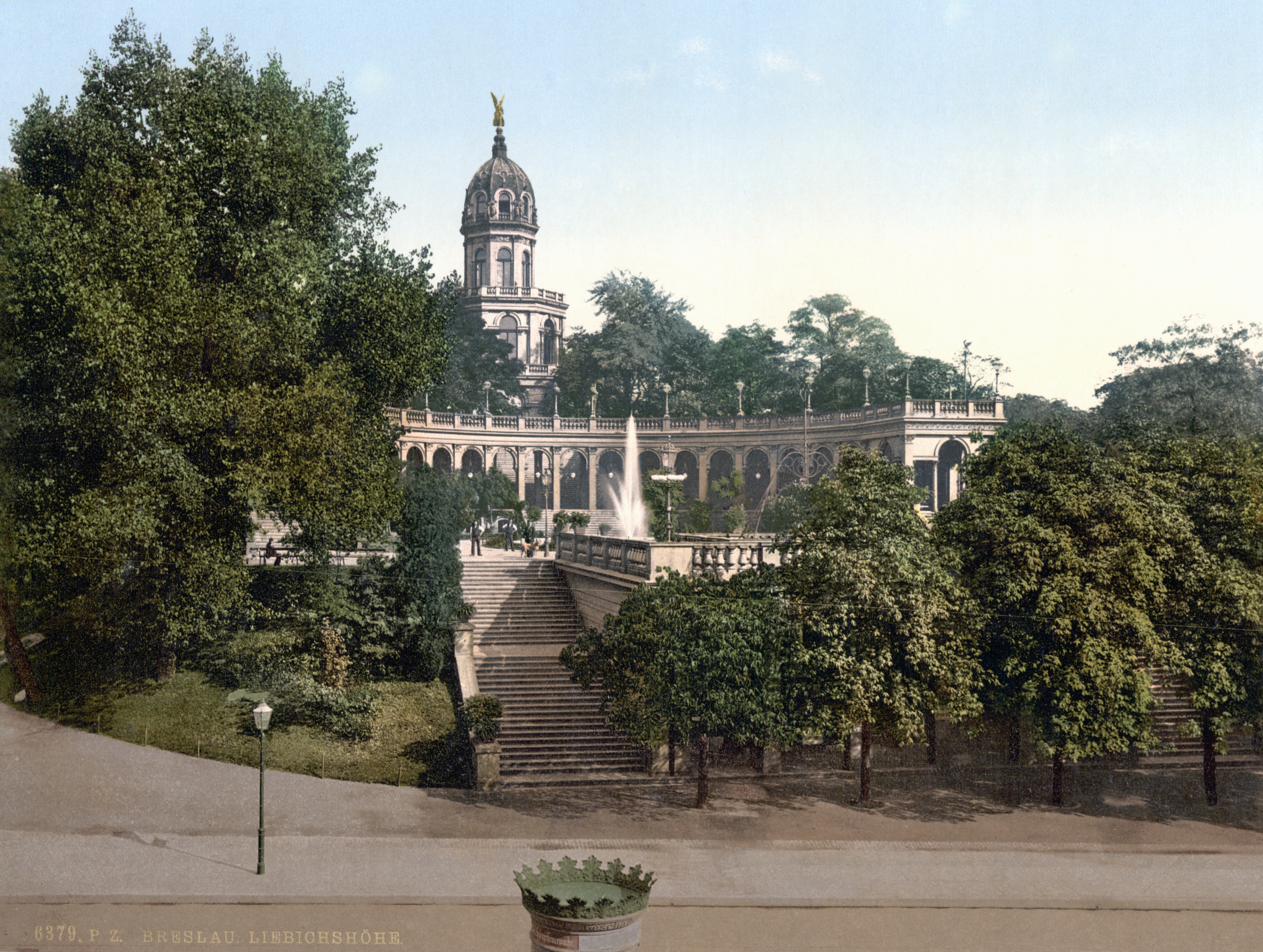
Belvedere Liebichshöhe in Breslau
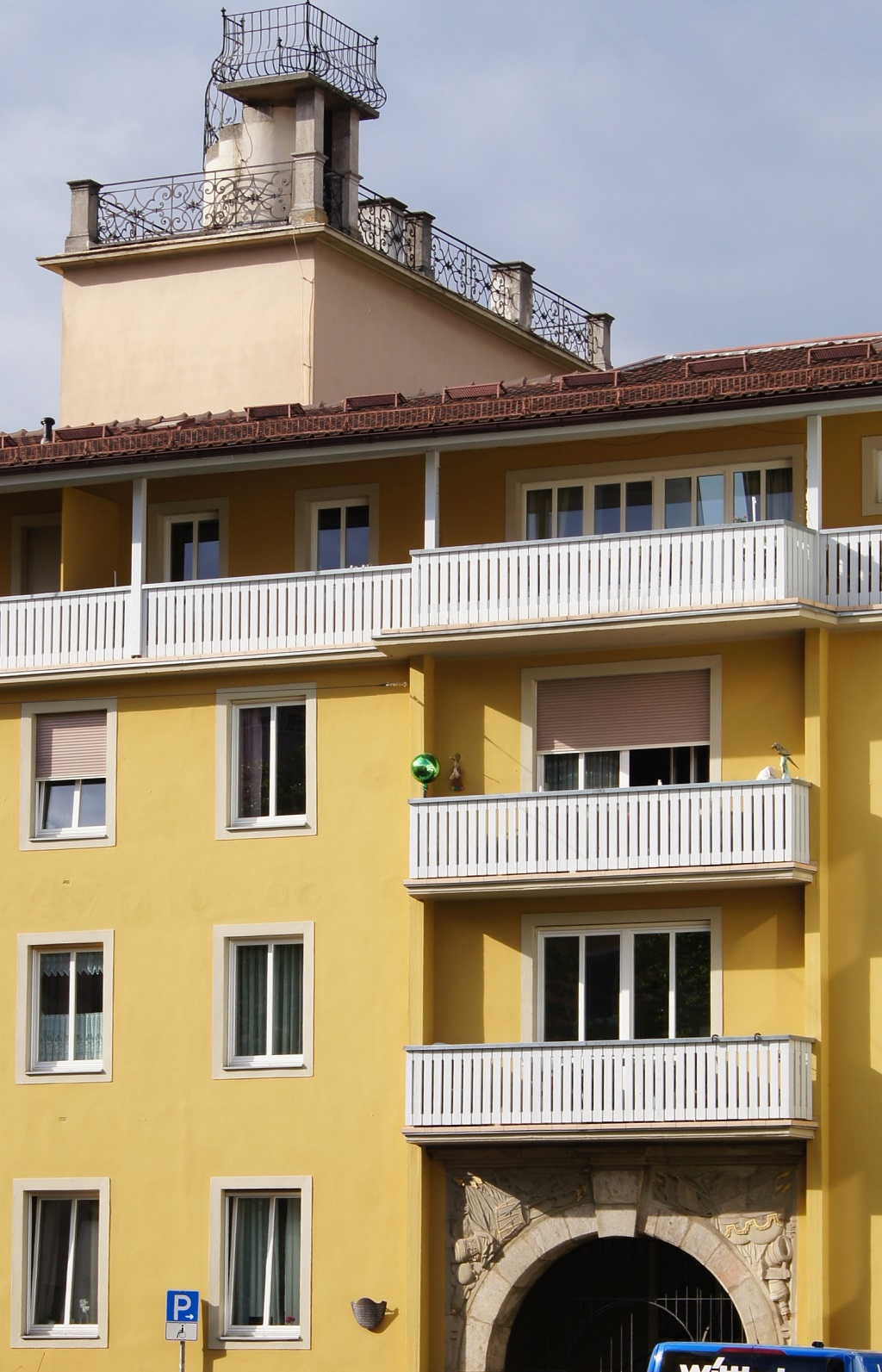
Belvedere, Neumann-Kanzel in Würzburg
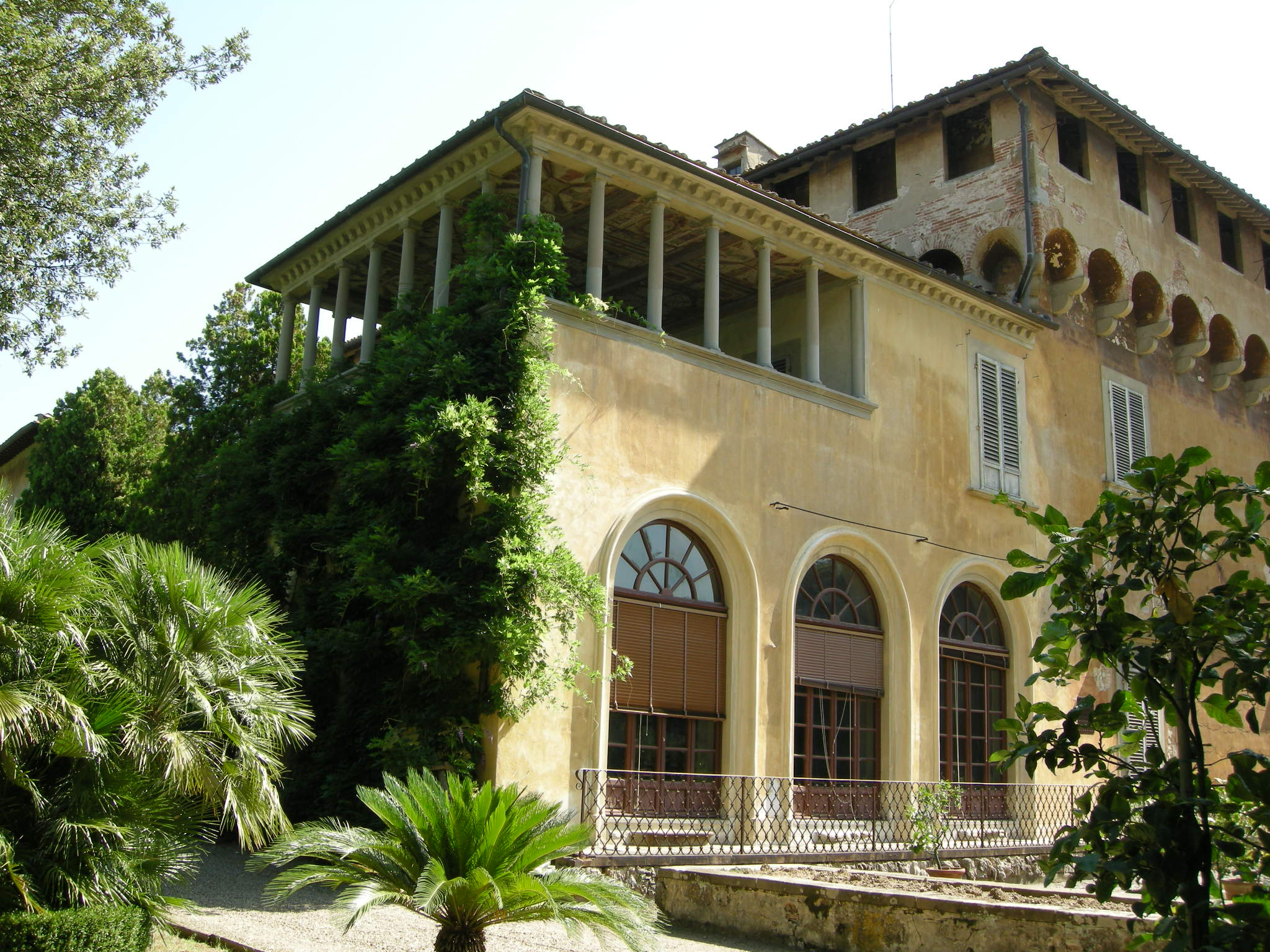
Belvedere der Villa Medici von Careggi